# Symfonie nr. 4 (Rubinstein)
Anton Rubinstein voltooide zijn Symfonie nr. 4 de Dramatische opus 95 in d mineur in 1874.

## Geschiedenis
Rubinstein voelde zich nergens thuis of dat nou aan hem of zijn omgeving lag. Op jonge leeftijd wisselde het gezin het Jodendom in voor het Christendom. De familie verliet op vroege leeftijd al Rusland om zich in Duitsland te vestigen. De familie keerde weer terug, maar Rubinstein bleef in Wenen. Dat gevoel omschreef hij zelf als: "Russen noemen me Duits, Duitsers noemen me Rus, Joden noemen me Christen, Christenen noemen me Joods, pianisten noemen me componist, componisten noemen met pianist. De traditionelen noemen me vooruitstrevend, de vooruitstrevenden noemen me traditioneel. Ik moet dus aannemen dat ik vlees noch vis ben".
Het hier bovenstaande gold allemaal zeer zeker, maar qua muziek klopt het niet geheel. Anton Rubinstein is een van de oprichters van het Conservatorium van Sint-Petersburg en zijn broer van het Conservatorium van Moskou. Zijn levensloop maakte hem kennelijk gevoelig voor de muziek uit het Westen, lees destijds Duitsland. Hij kreeg opleiding van Siegfried Dehn, die al eerder Michail Glinka opleidde. Met verblijf in Berlijn en Wenen was er natuurlijk geen ontkomen aan voor Anton Rubinstein. Het zou ook allemaal niet zo hard aangekomen zijn, als niet in diezelfde periode de muziek in Rusland meer de Russische kant op ging. Het Machtige Hoopje kreeg muzikaal steeds meer macht en uiteindelijk moest Rubinstein het onderspit delven.
Feit is echter wel dat Tsjaikovski naast leerling ook een fan was van zijn muziek en doordat Rubinstein het conservatorium had opgericht bijna de gehele ris aan Russische componisten na hem door hem in meer of mindere mate door hem beïnvloed is. De eerste uitvoering vond plaats in Engeland, Londen, Crystal Palace onder leiding van de dirigent, drie jaar na de voltooiing. De datum is omstreeks 21 april 1877 toen de componist een soort Iers / Engelse tournee hield.

## Muziek
De muziek van deze vierde muziek past dan ook gezien haar voorgeschiedenis eigenlijk niet in de Russische traditie. De symfonie leunt zwaar op de muziek van Felix Mendelssohn Bartholdy. Alhoewel het de bijtitel De dramatische mee heeft gekregen klinkt het haast te optimistisch voor “dramatisch” . Groots is hij daarentegen wel. Rubinstein weet uit de klassieke instrumentatie bijzonder volle muziek te halen. Dat de Russische volksmuziek bijna geheel ontbreekt laat onverlet, dat soms even muziek à la Nikolaj Mjaskovski en Dmitri Sjostakovitsj voorbijkomt, maar wel weer direct weg is.

## Delen
De symfonie heeft vier delen:
1. Lento – Allegro moderato (23 minuten)
2. Presto (16 minuten)
3. Adagio (9 minuten)
4. Largo – Allegro con fuoco (17 minuten).

- de tijden worden weergegeven om een indruk te krijgen van de tijdsverhoudingen.

## Orkestratie
- 2 dwarsfluiten, 2 hobo's, 2 klarinetten, 2 fagotten;
- 2 hoorns, 2 trompetten
- pauken
- violen, altviolen, celli, contrabassen
- piccolo en 2 trombones alleen in laatste deel

## Discografie
Van het werk is slechts één opname:
- Uitgave Marco Polo: Staatsphilharmonie Košice o.l.v. Robert Stankovsky; een opname uit maart 1990, later opnieuw uitgebracht op Naxos.